# Reine des Sables
Reine des sables, soms ook Flourball, Colin des Vosges of Fleur de pêcher genoemd, is een Ierse aardappelvariëteit (Solanum tuberosum) in de nachtschadefamilie (Solanaceae).
De soort werd in 1895 geselecteerd door Miss King en gecommercialiseerd door Sutton (Engeland) onder de naam Flourball. Daarnaast werd hij ook vermeld in een aardappelcatalogus uit 1939 van Genest et Barges te Lyon.
Deze vrij robuuste plant heeft grijsgroene bladeren en gekleurde takken. De Reine des Sables heeft veel grote witte tot paarsachtige bloemen. De knollen zijn koperroze, rond en relatief groot. Ze hebben diepe ogen en de scheuten hebben een De Colin des Vosges is goed bestand tegen ziekten, bewaart goed en geeft een hoge opbrengst.

## Toepassingen
- Het is een aardappel die bloemig wordt bij het koken en zich bijgevolg ideaal leent voor puree en salades.